# Kiitos - kiitos
Kiitos - kiitos er en dansk dokumentarfilm fra 2005, der er instrueret af Birgitta Helene Anttila.

## Handling
Filmen handler om tid, natur og frihed, personificeret af en skovarbejder i de nord-svenske skove.